# Lijst van integralen van goniometrische functies
Dit artikel bevat een lijst van integralen van goniometrische functies. Goniometrische functies zijn in de goniometrie gedefinieerde functies. Integralen zijn het onderwerp van studie van de integraalrekening.

## Integralen met alleen eensinus
{\displaystyle \int \sin ax\;dx=-{\frac {1}{a}}\cos ax+C}
{\displaystyle \int \sin ^{2}{ax}\;dx={\frac {x}{2}}-{\frac {1}{4a}}\sin 2ax+C={\frac {x}{2}}-{\frac {1}{2a}}\sin ax\cos ax+C}
{\displaystyle \int x\sin ^{2}{ax}\;dx={\frac {x^{2}}{4}}-{\frac {x}{4a}}\sin 2ax-{\frac {1}{8a^{2}}}\cos 2ax+C}
{\displaystyle \int x^{2}\sin ^{2}{ax}\;dx={\frac {x^{3}}{6}}-\left({\frac {x^{2}}{4a}}-{\frac {1}{8a^{3}}}\right)\sin 2ax-{\frac {x}{4a^{2}}}\cos 2ax+C}
{\displaystyle \int \sin b_{1}x\sin b_{2}x\;dx={\frac {\sin((b_{1}-b_{2})x)}{2(b_{1}-b_{2})}}-{\frac {\sin((b_{1}+b_{2})x)}{2(b_{1}+b_{2})}}+C\qquad {\mbox{(voor }}|b_{1}|\neq |b_{2}|{\mbox{)}}}
{\displaystyle \int \sin ^{n}{ax}\;dx=-{\frac {\sin ^{n-1}ax\cos ax}{na}}+{\frac {n-1}{n}}\int \sin ^{n-2}ax\;dx\qquad {\mbox{(voor }}n>0{\mbox{)}}}
{\displaystyle \int {\frac {dx}{\sin ax}}={\frac {1}{a}}\ln \left|\tan {\frac {ax}{2}}\right|+C}
{\displaystyle \int {\frac {dx}{\sin ^{n}ax}}={\frac {\cos ax}{a(1-n)\sin ^{n-1}ax}}+{\frac {n-2}{n-1}}\int {\frac {dx}{\sin ^{n-2}ax}}\qquad {\mbox{(voor }}n>1{\mbox{)}}}
{\displaystyle \int x\sin ax\;dx={\frac {\sin ax}{a^{2}}}-{\frac {x\cos ax}{a}}+C}
{\displaystyle \int x^{n}\sin ax\;dx=-{\frac {x^{n}}{a}}\cos ax+{\frac {n}{a}}\int x^{n-1}\cos ax\;dx\qquad {\mbox{(voor }}n>0{\mbox{)}}}
{\displaystyle \int _{\frac {-a}{2}}^{\frac {a}{2}}x^{2}\sin ^{2}{\frac {n\pi x}{a}}\;dx={\frac {a^{3}(n^{2}\pi ^{2}-6)}{24n^{2}\pi ^{2}}}\qquad {\mbox{(voor }}n=2,4,6...{\mbox{)}}}
{\displaystyle \int {\frac {\sin ax}{x}}dx=\sum _{n=0}^{\infty }(-1)^{n}{\frac {(ax)^{2n+1}}{(2n+1)\cdot (2n+1)!}}+C}
{\displaystyle \int {\frac {\sin ax}{x^{n}}}dx=-{\frac {\sin ax}{(n-1)x^{n-1}}}+{\frac {a}{n-1}}\int {\frac {\cos ax}{x^{n-1}}}dx}
{\displaystyle \int {\frac {dx}{1\pm \sin ax}}={\frac {1}{a}}\tan \left({\frac {ax}{2}}\mp {\frac {\pi }{4}}\right)+C}
{\displaystyle \int {\frac {x\;dx}{1+\sin ax}}={\frac {x}{a}}\tan \left({\frac {ax}{2}}-{\frac {\pi }{4}}\right)+{\frac {2}{a^{2}}}\ln \left|\cos \left({\frac {ax}{2}}-{\frac {\pi }{4}}\right)\right|+C}
{\displaystyle \int {\frac {x\;dx}{1-\sin ax}}={\frac {x}{a}}\cot \left({\frac {\pi }{4}}-{\frac {ax}{2}}\right)+{\frac {2}{a^{2}}}\ln \left|\sin \left({\frac {\pi }{4}}-{\frac {ax}{2}}\right)\right|+C}
{\displaystyle \int {\frac {\sin ax\;dx}{1\pm \sin ax}}=\pm x+{\frac {1}{a}}\tan \left({\frac {\pi }{4}}\mp {\frac {ax}{2}}\right)+C}

## Integralen met alleen eencosinus
{\displaystyle \int \cos ax\;dx={\frac {1}{a}}\sin ax+C}
{\displaystyle \int \cos ^{n}ax\;dx={\frac {\cos ^{n-1}ax\sin ax}{na}}+{\frac {n-1}{n}}\int \cos ^{n-2}ax\;dx\qquad {\mbox{(voor }}n>0{\mbox{)}}}
{\displaystyle \int x\cos ax\;dx={\frac {\cos ax}{a^{2}}}+{\frac {x\sin ax}{a}}+C}
{\displaystyle \int \cos ^{2}{ax}\;dx={\frac {x}{2}}+{\frac {1}{4a}}\sin 2ax+C={\frac {x}{2}}+{\frac {1}{2a}}\sin ax\cos ax+C}
{\displaystyle \int x^{2}\cos ^{2}{ax}\;dx={\frac {x^{3}}{6}}+\left({\frac {x^{2}}{4a}}-{\frac {1}{8a^{3}}}\right)\sin 2ax+{\frac {x}{4a^{2}}}\cos 2ax+C}
{\displaystyle \int x^{n}\cos ax\;dx={\frac {x^{n}\sin ax}{a}}-{\frac {n}{a}}\int x^{n-1}\sin ax\;dx}
{\displaystyle \int {\frac {\cos ax}{x}}dx=\ln |ax|+\sum _{k=1}^{\infty }(-1)^{k}{\frac {(ax)^{2k}}{2k\cdot (2k)!}}+C}
{\displaystyle \int {\frac {\cos ax}{x^{n}}}dx=-{\frac {\cos ax}{(n-1)x^{n-1}}}-{\frac {a}{n-1}}\int {\frac {\sin ax}{x^{n-1}}}dx\qquad {\mbox{(voor }}n\neq 1{\mbox{)}}}
{\displaystyle \int {\frac {dx}{\cos ax}}={\frac {1}{a}}\ln \left|\tan \left({\frac {ax}{2}}+{\frac {\pi }{4}}\right)\right|+C}
{\displaystyle \int {\frac {dx}{\cos ^{n}ax}}={\frac {\sin ax}{a(n-1)\cos ^{n-1}ax}}+{\frac {n-2}{n-1}}\int {\frac {dx}{\cos ^{n-2}ax}}\qquad {\mbox{(voor }}n>1{\mbox{)}}}
{\displaystyle \int {\frac {dx}{1+\cos ax}}={\frac {1}{a}}\tan {\frac {ax}{2}}+C}
{\displaystyle \int {\frac {dx}{1-\cos ax}}=-{\frac {1}{a}}\cot {\frac {ax}{2}}+C}
{\displaystyle \int {\frac {x\;dx}{1+\cos ax}}={\frac {x}{a}}\tan {\frac {ax}{2}}+{\frac {2}{a^{2}}}\ln \left|\cos {\frac {ax}{2}}\right|+C}
{\displaystyle \int {\frac {x\;dx}{1-\cos ax}}=-{\frac {x}{a}}\cot {\frac {ax}{2}}+{\frac {2}{a^{2}}}\ln \left|\sin {\frac {ax}{2}}\right|+C}
{\displaystyle \int {\frac {\cos ax\;dx}{1+\cos ax}}=x-{\frac {1}{a}}\tan {\frac {ax}{2}}+C}
{\displaystyle \int {\frac {\cos ax\;dx}{1-\cos ax}}=-x-{\frac {1}{a}}\cot {\frac {ax}{2}}+C}
{\displaystyle \int \cos a_{1}x\cos a_{2}x\;dx={\frac {\sin(a_{1}-a_{2})x}{2(a_{1}-a_{2})}}+{\frac {\sin(a_{1}+a_{2})x}{2(a_{1}+a_{2})}}+C\qquad {\mbox{(voor }}|a_{1}|\neq |a_{2}|{\mbox{)}}}
{\displaystyle \int {\sqrt {1+\cos x}}\ dx={\sqrt {2}}\ \int \cos {\frac {1}{2}}x\ dx=2{\sqrt {2}}\ \sin {\frac {1}{2}}x\qquad {\mbox{overgaan naar de halve hoek}}}

## Integralen met alleen eentangens
{\displaystyle \int \tan ax\;dx=-{\frac {1}{a}}\ln |\cos ax|+C={\frac {1}{a}}\ln |\sec ax|+C}
{\displaystyle \int \tan ^{n}ax\;dx={\frac {1}{a(n-1)}}\tan ^{n-1}ax-\int \tan ^{n-2}ax\;dx\qquad {\mbox{(voor }}n\neq 1{\mbox{)}}}
{\displaystyle \int {\frac {dx}{q\tan ax+p}}={\frac {1}{p^{2}+q^{2}}}(px+{\frac {q}{a}}\ln |q\sin ax+p\cos ax|)+C\qquad {\mbox{(voor }}p^{2}+q^{2}\neq 0{\mbox{)}}}
{\displaystyle \int {\frac {dx}{\tan ax}}={\frac {1}{a}}\ln |\sin ax|+C}
{\displaystyle \int {\frac {dx}{\tan ax+1}}={\frac {x}{2}}+{\frac {1}{2a}}\ln |\sin ax+\cos ax|+C}
{\displaystyle \int {\frac {dx}{\tan ax-1}}=-{\frac {x}{2}}+{\frac {1}{2a}}\ln |\sin ax-\cos ax|+C}
{\displaystyle \int {\frac {\tan ax\;dx}{\tan ax+1}}={\frac {x}{2}}-{\frac {1}{2a}}\ln |\sin ax+\cos ax|+C}
{\displaystyle \int {\frac {\tan ax\;dx}{\tan ax-1}}={\frac {x}{2}}+{\frac {1}{2a}}\ln |\sin ax-\cos ax|+C}

## Integralen met alleen eencotangens
{\displaystyle \int \cot ax\;dx={\frac {1}{a}}\ln |\sin ax|+C}
{\displaystyle \int \cot ^{n}ax\;dx=-{\frac {1}{a(n-1)}}\cot ^{n-1}ax-\int \cot ^{n-2}ax\;dx\qquad {\mbox{(voor }}n\neq 1{\mbox{)}}}
{\displaystyle \int {\frac {dx}{1+\cot ax}}=\int {\frac {\tan ax\;dx}{\tan ax+1}}}
{\displaystyle \int {\frac {dx}{1-\cot ax}}=\int {\frac {\tan ax\;dx}{\tan ax-1}}}

## Integralen met alleen eensecans
{\displaystyle \int \sec {ax}\,dx={\frac {1}{a}}\ln {\left|\sec {ax}+\tan {ax}\right|}+C}
{\displaystyle \int \sec ^{2}{x}\,dx=tan{x}+C}
{\displaystyle \int \sec ^{n}{ax}\,dx={\frac {\sec ^{n-1}{ax}\sin {ax}}{a(n-1)}}\,+\,{\frac {n-2}{n-1}}\int \sec ^{n-2}{ax}\,dx\qquad {\mbox{ (voor }}n\neq 1{\mbox{)}}}
{\displaystyle \int \sec ^{n}{x}\,dx={\frac {\sec ^{n-2}{x}\tan {x}}{n-1}}\,+\,{\frac {n-2}{n-1}}\int \sec ^{n-2}{x}\,dx}
{\displaystyle \int {\frac {dx}{\sec {x}+1}}=x-\tan {\frac {x}{2}}+C}
{\displaystyle \int {\frac {dx}{\sec {x}-1}}=-x-\cot {\frac {x}{2}}+C}

## Integralen met alleen eencosecans
{\displaystyle \int \csc {ax}\,dx={\frac {1}{a}}\ln {\left|\csc {ax}-\cot {ax}\right|}+C}
{\displaystyle \int \csc ^{2}{x}\,dx=-\cot {x}+C}
{\displaystyle \int \csc ^{n}{ax}\,dx=-{\frac {\csc ^{n-1}{ax}\cos {ax}}{a(n-1)}}\,+\,{\frac {n-2}{n-1}}\int \csc ^{n-2}{ax}\,dx\qquad {\mbox{ (voor }}n\neq 1{\mbox{)}}}
{\displaystyle \int {\frac {dx}{\csc {x}+1}}=x-{\frac {2\sin {\frac {x}{2}}}{\cos {\frac {x}{2}}+\sin {\frac {x}{2}}}}+C}
{\displaystyle \int {\frac {dx}{\csc {x}-1}}={\frac {2\sin {\frac {x}{2}}}{\cos {\frac {x}{2}}-\sin {\frac {x}{2}}}}-x+C}

## Integralen metsinus en cosinus
{\displaystyle \int {\frac {dx}{\cos ax\pm \sin ax}}={\frac {1}{a{\sqrt {2}}}}\ln \left|\tan \left({\frac {ax}{2}}\pm {\frac {\pi }{8}}\right)\right|+C}
{\displaystyle \int {\frac {dx}{(\cos ax\pm \sin ax)^{2}}}={\frac {1}{2a}}\tan \left(ax\mp {\frac {\pi }{4}}\right)+C}
{\displaystyle \int {\frac {dx}{(\cos x+\sin x)^{n}}}={\frac {1}{n-1}}\left({\frac {\sin x-\cos x}{(\cos x+\sin x)^{n-1}}}-2(n-2)\int {\frac {dx}{(\cos x+\sin x)^{n-2}}}\right)}
{\displaystyle \int {\frac {\cos ax\;dx}{\cos ax+\sin ax}}={\frac {x}{2}}+{\frac {1}{2a}}\ln \left|\sin ax+\cos ax\right|+C}
{\displaystyle \int {\frac {\cos ax\;dx}{\cos ax-\sin ax}}={\frac {x}{2}}-{\frac {1}{2a}}\ln \left|\sin ax-\cos ax\right|+C}
{\displaystyle \int {\frac {\sin ax\;dx}{\cos ax+\sin ax}}={\frac {x}{2}}-{\frac {1}{2a}}\ln \left|\sin ax+\cos ax\right|+C}
{\displaystyle \int {\frac {\sin ax\;dx}{\cos ax-\sin ax}}=-{\frac {x}{2}}-{\frac {1}{2a}}\ln \left|\sin ax-\cos ax\right|+C}
{\displaystyle \int {\frac {\cos ax\;dx}{\sin ax(1+\cos ax)}}=-{\frac {1}{4a}}\tan ^{2}{\frac {ax}{2}}+{\frac {1}{2a}}\ln \left|\tan {\frac {ax}{2}}\right|+C}
{\displaystyle \int {\frac {\cos ax\;dx}{\sin ax(1+-\cos ax)}}=-{\frac {1}{4a}}\cot ^{2}{\frac {ax}{2}}-{\frac {1}{2a}}\ln \left|\tan {\frac {ax}{2}}\right|+C}
{\displaystyle \int {\frac {\sin ax\;dx}{\cos ax(1+\sin ax)}}={\frac {1}{4a}}\cot ^{2}\left({\frac {ax}{2}}+{\frac {\pi }{4}}\right)+{\frac {1}{2a}}\ln \left|\tan \left({\frac {ax}{2}}+{\frac {\pi }{4}}\right)\right|+C}
{\displaystyle \int {\frac {\sin ax\;dx}{\cos ax(1-\sin ax)}}={\frac {1}{4a}}\tan ^{2}\left({\frac {ax}{2}}+{\frac {\pi }{4}}\right)-{\frac {1}{2a}}\ln \left|\tan \left({\frac {ax}{2}}+{\frac {\pi }{4}}\right)\right|+C}
{\displaystyle \int \sin ax\cos ax\;dx={\frac {1}{2a}}\sin ^{2}ax+C}
{\displaystyle \int \sin a_{1}x\cos a_{2}x\;dx=-{\frac {\cos(a_{1}-a_{2})x}{2(a_{1}-a_{2})}}-{\frac {\cos(a_{1}+a_{2})x}{2(a_{1}+a_{2})}}+C\qquad {\mbox{(voor }}|a_{1}|\neq |a_{2}|{\mbox{)}}}
{\displaystyle \int \sin ^{n}ax\cos ax\;dx={\frac {1}{a(n+1)}}\sin ^{n+1}ax+C\qquad {\mbox{(voor }}n\neq -1{\mbox{)}}}
{\displaystyle \int \sin ax\cos ^{n}ax\;dx=-{\frac {1}{a(n+1)}}\cos ^{n+1}ax+C\qquad {\mbox{(voor }}n\neq -1{\mbox{)}}}
{\displaystyle \int \sin ^{2}ax\cos ^{2}ax\;dx={\frac {x}{8}}-{\frac {\sin {4ax}}{32a}}+C}
{\displaystyle \int \sin ^{n}ax\cos ^{m}ax\;dx=-{\frac {\sin ^{n-1}ax\cos ^{m+1}ax}{a(n+m)}}+{\frac {n-1}{n+m}}\int \sin ^{n-2}ax\cos ^{m}ax\;dx\qquad {\mbox{(voor }}m,n>0{\mbox{)}}}
{\displaystyle \int \sin ^{n}ax\cos ^{m}ax\;dx={\frac {\sin ^{n+1}ax\cos ^{m-1}ax}{a(n+m)}}+{\frac {m-1}{n+m}}\int \sin ^{n}ax\cos ^{m-2}ax\;dx\qquad {\mbox{(voor }}m,n>0{\mbox{)}}}
{\displaystyle \int {\frac {dx}{\sin ax\cos ax}}={\frac {1}{a}}\ln \left|\tan ax\right|+C}
{\displaystyle \int {\frac {dx}{\sin ax\cos ^{n}ax}}={\frac {1}{a(n-1)\cos ^{n-1}ax}}+\int {\frac {dx}{\sin ax\cos ^{n-2}ax}}\qquad {\mbox{(voor }}n\neq 1{\mbox{)}}}
{\displaystyle \int {\frac {dx}{\sin ^{n}ax\cos ax}}=-{\frac {1}{a(n-1)\sin ^{n-1}ax}}+\int {\frac {dx}{\sin ^{n-2}ax\cos ax}}\qquad {\mbox{(voor }}n\neq 1{\mbox{)}}}
{\displaystyle \int {\frac {\sin ax\;dx}{\cos ^{n}ax}}={\frac {1}{a(n-1)\cos ^{n-1}ax}}+C\qquad {\mbox{(voor }}n\neq 1{\mbox{)}}}
{\displaystyle \int {\frac {\sin ^{2}ax\;dx}{\cos ax}}=-{\frac {1}{a}}\sin ax+{\frac {1}{a}}\ln \left|\tan \left({\frac {\pi }{4}}+{\frac {ax}{2}}\right)\right|+C}
{\displaystyle \int {\frac {\sin ^{2}ax\;dx}{\cos ^{n}ax}}={\frac {\sin ax}{a(n-1)\cos ^{n-1}ax}}-{\frac {1}{n-1}}\int {\frac {dx}{\cos ^{n-2}ax}}\qquad {\mbox{(voor }}n\neq 1{\mbox{)}}}
{\displaystyle \int {\frac {\sin ^{n}ax\;dx}{\cos ax}}=-{\frac {\sin ^{n-1}ax}{a(n-1)}}+\int {\frac {\sin ^{n-2}ax\;dx}{\cos ax}}\qquad {\mbox{(voor }}n\neq 1{\mbox{)}}}
{\displaystyle \int {\frac {\sin ^{n}ax\;dx}{\cos ^{m}ax}}={\frac {\sin ^{n+1}ax}{a(m-1)\cos ^{m-1}ax}}-{\frac {n-m+2}{m-1}}\int {\frac {\sin ^{n}ax\;dx}{\cos ^{m-2}ax}}\qquad {\mbox{(voor }}m\neq 1{\mbox{)}}}
{\displaystyle \int {\frac {\sin ^{n}ax\;dx}{\cos ^{m}ax}}=-{\frac {\sin ^{n-1}ax}{a(n-m)\cos ^{m-1}ax}}+{\frac {n-1}{n-m}}\int {\frac {\sin ^{n-2}ax\;dx}{\cos ^{m}ax}}\qquad {\mbox{(voor }}m\neq n{\mbox{)}}}
{\displaystyle \int {\frac {\sin ^{n}ax\;dx}{\cos ^{m}ax}}={\frac {\sin ^{n-1}ax}{a(m-1)\cos ^{m-1}ax}}-{\frac {n-1}{m-1}}\int {\frac {\sin ^{n-2}ax\;dx}{\cos ^{m-2}ax}}\qquad {\mbox{(voor }}m\neq 1{\mbox{)}}}
{\displaystyle \int {\frac {\cos ax\;dx}{\sin ^{n}ax}}=-{\frac {1}{a(n-1)\sin ^{n-1}ax}}+C\qquad {\mbox{(voor }}n\neq 1{\mbox{)}}}
{\displaystyle \int {\frac {\cos ^{2}ax\;dx}{\sin ax}}={\frac {1}{a}}\left(\cos ax+\ln \left|\tan {\frac {ax}{2}}\right|\right)+C}
{\displaystyle \int {\frac {\cos ^{2}ax\;dx}{\sin ^{n}ax}}=-{\frac {1}{n-1}}\left({\frac {\cos ax}{a\sin ^{n-1}ax)}}+\int {\frac {dx}{\sin ^{n-2}ax}}\right)\qquad {\mbox{(voor }}n\neq 1{\mbox{)}}}
{\displaystyle \int {\frac {\cos ^{n}ax\;dx}{\sin ^{m}ax}}=-{\frac {\cos ^{n+1}ax}{a(m-1)\sin ^{m-1}ax}}-{\frac {n-m+2}{m-1}}\int {\frac {\cos ^{n}ax\;dx}{\sin ^{m-2}ax}}\qquad {\mbox{(voor }}m\neq 1{\mbox{)}}}
{\displaystyle \int {\frac {\cos ^{n}ax\;dx}{\sin ^{m}ax}}={\frac {\cos ^{n-1}ax}{a(n-m)\sin ^{m-1}ax}}+{\frac {n-1}{n-m}}\int {\frac {\cos ^{n-2}ax\;dx}{\sin ^{m}ax}}\qquad {\mbox{(voor }}m\neq n{\mbox{)}}}
{\displaystyle \int {\frac {\cos ^{n}ax\;dx}{\sin ^{m}ax}}=-{\frac {\cos ^{n-1}ax}{a(m-1)\sin ^{m-1}ax}}-{\frac {n-1}{m-1}}\int {\frac {\cos ^{n-2}ax\;dx}{\sin ^{m-2}ax}}\qquad {\mbox{(voor }}m\neq 1{\mbox{)}}}

## Integralen met sinus en tangens
{\displaystyle \int \sin ax\tan ax\;dx={\frac {1}{a}}(\ln |\sec ax+\tan ax|-\sin ax)+C}
{\displaystyle \int \sin ^{2}ax\tan ^{2}ax\;dx={\frac {\sin {2ax}}{4a}}-{\frac {\tan {ax}}{a}}-{\frac {3x}{2}}+C}
{\displaystyle \int {\frac {\tan ^{n}ax\;dx}{\sin ^{2}ax}}={\frac {1}{a(n-1)}}\tan ^{n-1}(ax)+C\qquad {\mbox{(voor }}n\neq 1{\mbox{)}}}

## Integralen met cosinus en tangens
{\displaystyle \int {\frac {\tan ^{n}ax\;dx}{\cos ^{2}ax}}={\frac {1}{a(n+1)}}\tan ^{n+1}ax+C\qquad {\mbox{(voor }}n\neq -1{\mbox{)}}}

## Integralen met sinus en cotangens
{\displaystyle \int {\frac {\cot ^{n}ax\;dx}{\sin ^{2}ax}}={\frac {1}{a(n+1)}}\cot ^{n+1}ax+C\qquad {\mbox{(voor }}n\neq -1{\mbox{)}}}

## Integralen met cosinus en cotangens
{\displaystyle \int {\frac {\cot ^{n}ax\;dx}{\cos ^{2}ax}}={\frac {1}{a(1-n)}}\tan ^{1-n}ax+C\qquad {\mbox{(voor }}n\neq 1{\mbox{)}}}

## Goniometrische integralen met symmetrische grenzen
{\displaystyle \int _{-c}^{c}\sin {x}\;dx=0}
{\displaystyle \int _{-c}^{c}\cos {x}\;dx=2\int _{0}^{c}\cos {x}\;dx=2\int _{-c}^{0}\cos {x}\;dx=2\sin {c}}
{\displaystyle \int _{-c}^{c}\tan {x}\;dx=0}
{\displaystyle \int _{\frac {-a}{2}}^{\frac {a}{2}}x^{2}\cos ^{2}{\frac {n\pi x}{a}}\;dx={\frac {a^{3}(n^{2}\pi ^{2}-6)}{24n^{2}\pi ^{2}}}\qquad {\mbox{(voor }}n=1,3,5...{\mbox{)}}}